# غوس جونسون
غوس جونسون (بالإنجليزية: Gus Johnson)‏ هو عازف جاز أمريكي، ولد في 15 نوفمبر 1913 في تايلر في الولايات المتحدة، وتوفي في 6 فبراير 2000 في دنفر في الولايات المتحدة.

## وصلات خارجية
- غوس جونسون على موقع ميوزك برينز (الإنجليزية)
- غوس جونسون على موقع أول ميوزيك (الإنجليزية)
- غوس جونسون على موقع ديسكوغز (الإنجليزية)